# 紀淡海峡
紀淡海峡（きたんかいきょう）は、本州（紀伊半島）と淡路島に挟まれた海峡。友ヶ島水道（ともがしますいどう）とも呼ばれる。
和歌山県和歌山市加太の田倉崎と兵庫県洲本市由良町由良の生石鼻を結ぶ線より北が大阪湾、南が紀伊水道となる。
田倉崎 - 生石鼻間は約10キロメートルの幅があるが、由良側に形成された砂州の成ヶ島によって少し狭くなり、加太寄りに横たわる友ヶ島（地ノ島・沖ノ島）によってさらに狭くなる上に、以下の3つの瀬戸に三分される。
加太
加太瀬戸 - 幅800メートル
地ノ島
中ノ瀬戸 - 幅500メートル
沖ノ島
由良瀬戸 - 幅4.7キロメートル、（水深20メートル以上の可航幅は2.8キロメートル）
由良（成ヶ島）
主航路は西寄りの最も広い由良瀬戸を通っており、由良瀬戸を指して友ヶ島水道とも呼ぶ。海峡一帯はマダイなどの好漁場になっている。また大潮のときの最大流速は由良瀬戸で北向きに約3.6ノットである。

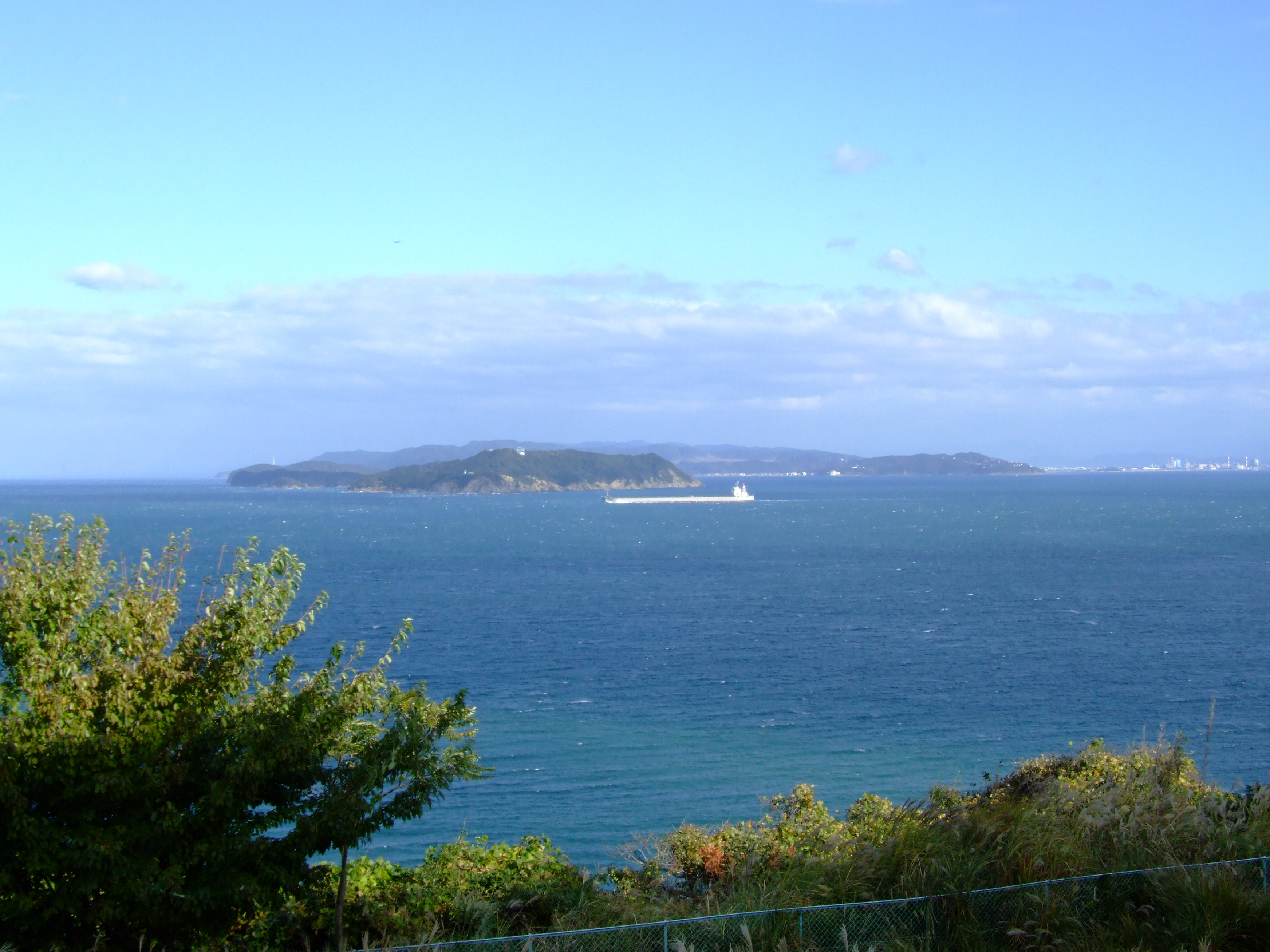
生石鼻の公園から見る紀淡海峡（由良瀬戸）。

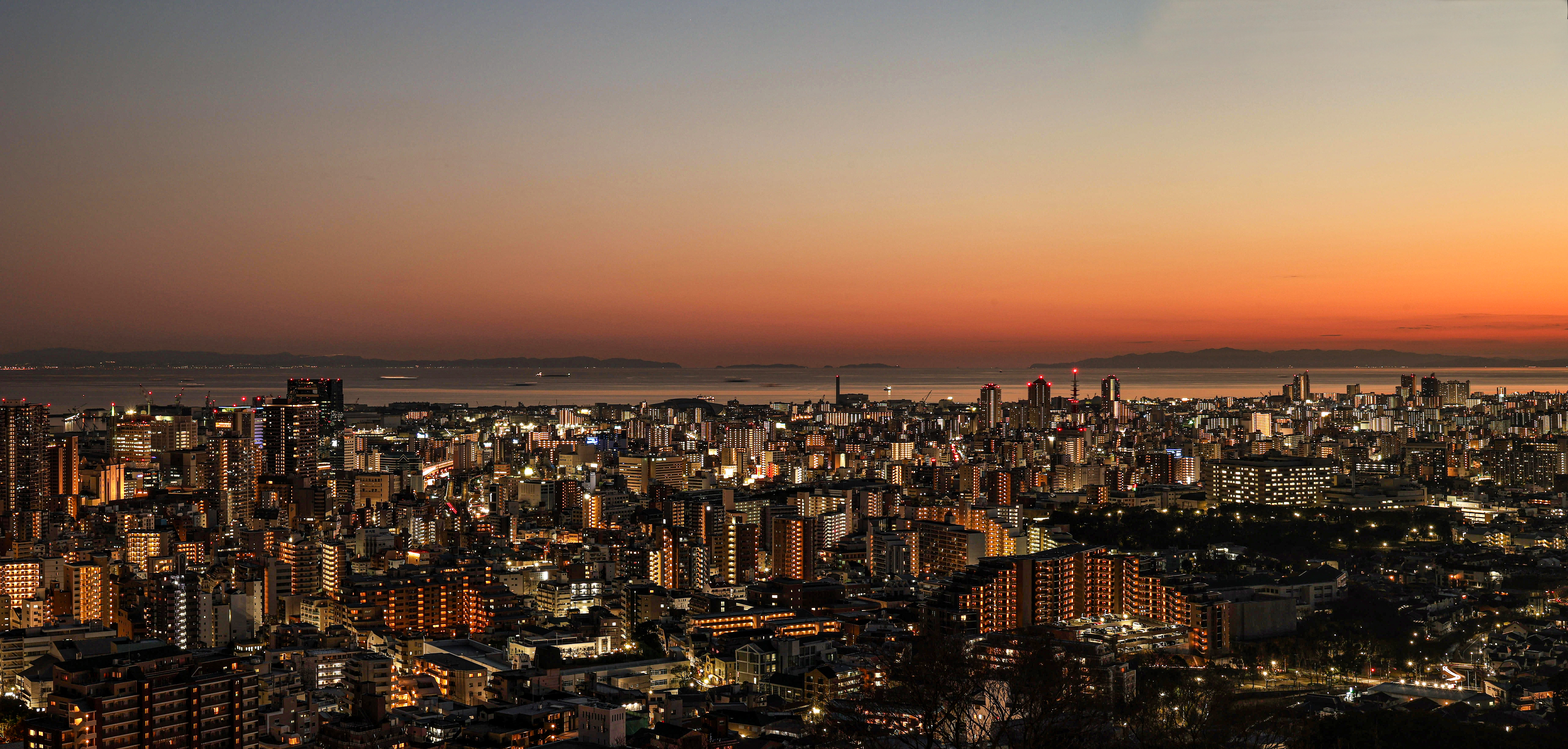
神戸市諏訪山公園からの大阪湾夕景。遠くは紀淡海峡、友ヶ島が見える。

| 大阪湾 淡路島 紀伊水道 和歌山市 洲本市 由良瀬戸 中ノ瀬戸 加太瀬戸                                |
| ランドサット7号 (Landsat 7) が撮影した紀淡海峡。 ※表示環境によっては文字がずれることがあります。 |

## 定期航路
1899年（明治32年）から紀淡海峡（洲本市由良港 - 和歌山市加太港間）を旅客船が運航していた。また、海峡のすぐ北の大阪湾側には、1949年（昭和24年）から1999年（平成11年）まで兵庫県洲本市 - 大阪府岬町間に定期航路「洲本 - 深日航路」があった。なお、洲本 - 深日航路では、2017年から航路の復活の社会実験を行う「深日洲本ライナー」が運航されている。

## 紀淡海峡鉄道トンネル構想
紀淡連絡道路および大鳴門橋への紀淡海峡鉄道トンネルの構想がある。これは四国新幹線構想の一環で、大阪から紀淡海峡、淡路島、大鳴門橋を経由して四国へ新幹線を開通させるものである。大鳴門橋は新幹線が敷設できるように設計され開通しているが、紀淡海峡の連絡橋は費用や需要などの面から実現の目処は立っていない。